# Середньоніманська низовина

Середньоніманська низовина

Середньоніманська низовина біл. Сярэднянёманская нізіна — низовина у Гродненській області, Білорусь.
Під час Поозерського заледеніння  (95 — 10 тис років тому).  на території сучасної Середньоніманської низовини існувало Скидельське прильодовикове озеро. Після його спуску Німан має стік в Балтійське море. Пізніше, після танення Поозерського льодовика, існувало Середньоніманське озеро, рівень води в якому спочатку сягав 123 м. Сучасний рельєф території сформований ерозійно-денудаційним процесами, що відбувалися після льодовикового періоду, і впливом річки Німан, яка сформувала ерозійний зріз до 25-28 м.
Низовина є переважно зандровою рівнину з двома рівнями, вищий з яких (висотою 130—140 м над рівнем моря) примикає до Лідської рівнині. Поверхня плоска або плоскогорбиста, пересічена термокарстовими западинами, еоловими формами і невеликими озерами що заростають.
На території низовини розташовуються заказники Котра і Гродненська пуща.